# Naturschutzgebiet Rosenholz und Zippelower Bachtal
Koordinaten: 53° 27′ 48″ N, 13° 6′ 19,2″ O
Das Naturschutzgebiet Rosenholz und Zippelower Bachtal ist ein 160 Hektar umfassendes Naturschutzgebiet in Mecklenburg-Vorpommern. Es befindet sich nördlich von Hohenzieritz und umfasst die Waldgebiete Zippelower Holz und Rosenholz sowie den von West nach Ost schnellfließenden Zippelower Bach und den kleinflächigen Eichsee. Die rechtliche Festsetzung erfolgte am 17. Februar 1960 mit zwei Erweiterungen in den Jahren 1966 und 1967. Der Schutzzweck besteht im Erhalt eines weitgehend ungestörten Quellmoores, eines Quellbachs sowie umgebender Laubwälder.
Der Gebietszustand wird als nur befriedigend eingestuft, da es in den vergangenen Jahren starke forstliche Eingriffe gab, die nicht dem Schutzziel entsprachen. Das Gebiet kann auf mehreren Wanderwegen begangen werden. Zusammen mit dem Naturschutzgebiet Rosenholz und Zippelower Bachtal bilden die östlich liegenden Naturschutzgebiete Ziemenbachtal, Nonnenbachtal, Nonnenhof und Hellberge einen repräsentativen Ausschnitt aus der Landschaft der oberen Tollensebecken.

## Geschichte
Die Flächen des heutigen Schutzgebietes liegen eingebettet in eine eiszeitlich entstandene Grundmoränenlandschaft. Der Zippelower Bach entstand als zwei Kilometer lange und 120 Meter breite Schmelzwasserrinne. Sie wird von Höhenzügen umgeben, die heute mit Wald bestanden sind. Menschliche Besiedlung ist seit der Steinzeit durch 13 Kegelgräber am Eichsee belegt. Die Schmettausche Karte aus dem Jahr 1788 zeigt die Flächen als Bachtal mit Wiese. Der herzoglichen Familie in Hohenzieritz diente das Rosenholz als Feierstätte. Königin Luise soll sich gern dort aufgehalten haben. Von der ihr zu Ehren gepflanzten Louisentanne waren zur damaligen Zeit Blicke bis in die Lieps möglich. Heute ist der Bereich dicht bewaldet. Im Zuge der Bodenreform kamen 1946 die Flächen in das Eigentum von Neubauern, die jedoch nur Teilbereiche nutzten. Nachteiliger wirkten sich starke forstliche Eingriffe der 1990er-Jahre aus.

## Pflanzen- und Tierwelt
Die höheren Lagen sind durchgängig mit Perlgras-Buchenwald bestockt. Zahlreich blühen im Frühling Lerchensporn, Buschwindröschen, Leberblümchen, Wiesen-Priemel und Wald-Goldstern. Den Zippelower Bach säumen Erlen und Eschen. Am Talbeginn wachsen Schaumkraut, Sumpffarn und Langährige Segge. Der Zippelower Bach durchfließt den Eichsee, in dem Gelbe Teichrosen zu finden sind. Östlich geht der Bereich in ein Quellmoor über. Zahlreiche Vögel leben im Gebiet, darunter Seeadler, Kranich, Dohle, Habicht, Kolkrabe und Hohltaube. Gras-, Laub- und Moorfrosch sind nachgewiesen.